# ملعب لندن

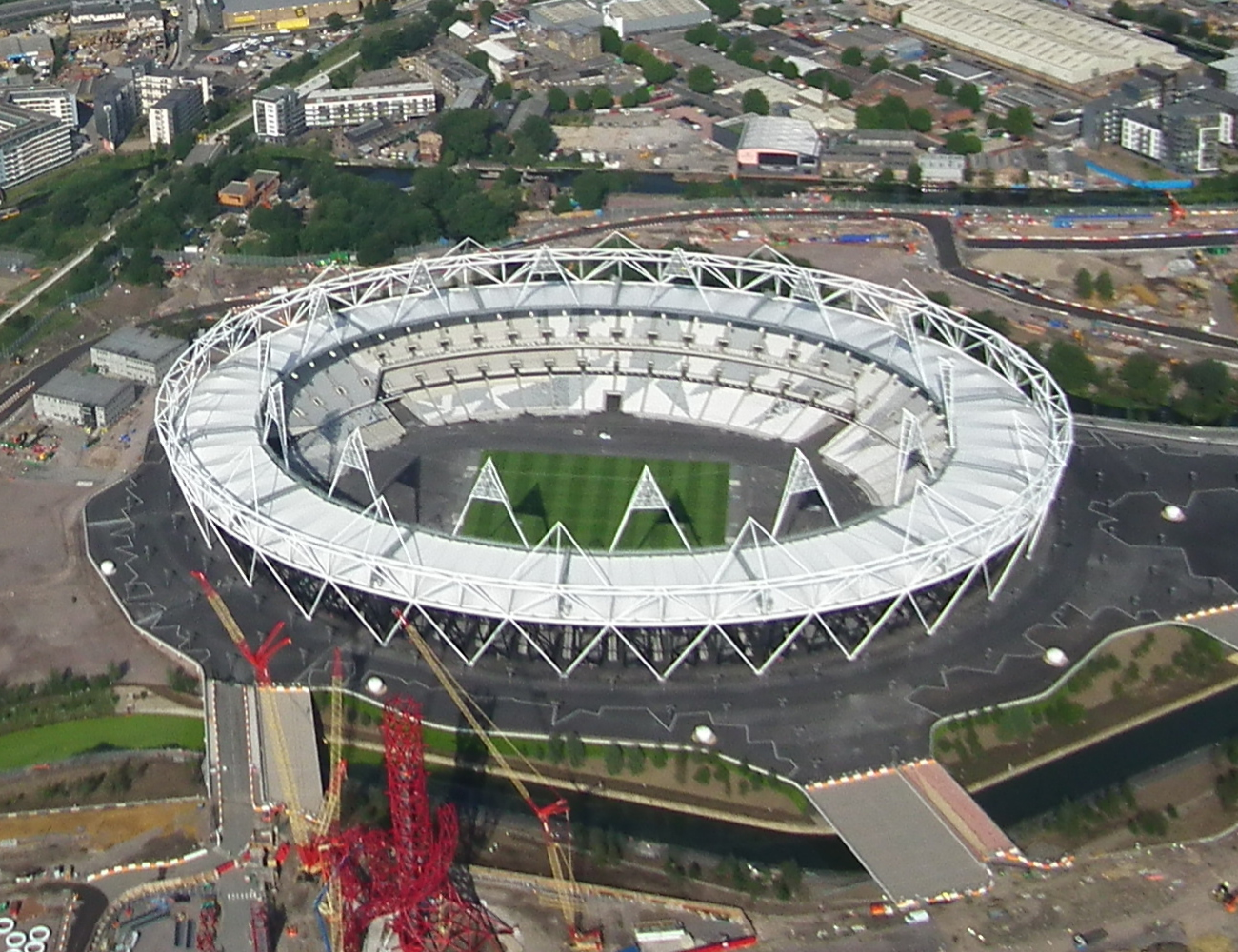
الملعب في يونيو 2011

ملعب لندن (رسمياً: الملعب الأولمبي (بالإنجليزية: Olympic Stadium)‏) هو ملعب أولمبي يقع في مدينة ستراتفورد إحدى ضواحي شرق العاصمة الإنجبليزية لندن. يبعد الملعب حوالي 6.5 ميلا (10.5 كم) من وسط لندن، ولكن ست دقائق من محطة السكك الحديدية لندن سانت بانكراس عبر خدمات السكك الحديدية ستراتفورد الدولية عالية السرعة.
شيد الملعب في البداية من أجل احتضان دورة الألعاب الأولمبية الصيفية 2012 ودورة ألعاب البارالمبيك الصيفية 2012. حيث اسضاف الملعب افتتاح الدورة وختامها مع عدة منافسات أخرى. يعتبر الملعب الأولمبي ثالث أكبر ملعب في بريطانيا بعد ملعب ويمبلي وملعب تويكنهام، حيث يتسع لحضور 80,000 متفرج. بدأت أعمال البناء في منتصف عام 2007، وقد افتتح في عام 2011.
نجح نادي وست هام يونايتد الإنجليزي في منتصف عام 2013 بالفوز بحق استئجار الملعب الأولمبي بالعاصمة لندن بدءاً من موسم 2017/2016 بعد خوضه لمنافسة شرسة مع أندية ( توتنهام هوتسبير، كوينز بارك رينجرز ولايتون آورينت ) للانتفاع بالملعب لمدة 99 عاماً. بعد 3 سنوات من المنافسة مع نادي توتنهام هوتسبور. ويعود سبب فوز وست هام يونايتد بأخذ الملعب بعد تعهده بالإبقاء على مضمار ألعاب القوى، بينما رفض توتنهام هوتسبور ذلك، في الوقت الذي أعلنت فيها رابطة الدوري الإنجليزي دعمها لعرض وست هام يونايتد بعدما تم الوفاء بكل المعايير المطلوبة.
وكان ويستهام قد أعلن في عرضه أنه يهدف لتحويل قدرة الملعب إلى 60 ألف متفرّج لمنافسات كرة القدم، ألعاب القوى، الحفلات الموسيقية والنشاطات الاجتماعية، بينما رفض توتنهام ذلك وأعلن أن ذلك لا يعتبر مناقضاً للاتفاق.